# Lioness: Hidden Treasures
Lioness: Hidden Treasures este un album compilativ post-mortem  Amy Winehouse, lansat pe 2 decembrie 2011 de Island Records. A fost al treilea album al artistei care conține cântece și demo-uri nelansate alese de Mark Ronson, Salaam Remi și familia lui Amy. Acesta a fost lansat în sprijinul Fundației Amy Winehouse.

## Lista melodiilor
| Nr. | Titlu                                     | Autor(i)                                                             | Producător(i)           | Lungime |  |
| 1.  | „Our Day Will Come”                       | Mort Garson Bob Hilliard                                             | Salaam Remi             | 2:49    |  |
| 2.  | „Between the Cheats”                      | Amy Winehouse Remi                                                   | Remi                    | 3:33    |  |
| 3.  | „Tears Dry” (varianta originală)          | Winehouse Nickolas Ashford Valerie Simpson                           | Remi                    | 4:08    |  |
| 4.  | „Will You Still Love Me Tomorrow?” (2011) | Gerry Goffin Carole King                                             | Mark Ronson             | 4:23    |  |
| 5.  | „Like Smoke” (cu Nas)                     | Remi Winehouse Nasir Jones                                           | Remi                    | 4:38    |  |
| 6.  | „Valerie” (Varianta '68)                  | Sean Payne Dave McCabe Abi Harding Boyan Chowdhury Russell Pritchard | Ronson                  | 4:00    |  |
| 7.  | „The Girl from Ipanema”                   | Norman Gimbel Antônio Carlos Jobim Vinicius de Moraes                | Remi                    | 2:47    |  |
| 8.  | „Half Time”                               | Winehouse Fin Greenall                                               | Remi                    | 3:51    |  |
| 9.  | „Wake Up Alone” (Original Recording)      | Winehouse Paul O'Duffy                                               | O'Duffy                 | 4:24    |  |
| 10. | „Best Friends, Right?”                    | Winehouse                                                            | Remi                    | 2:56    |  |
| 11. | „Body and Soul” (cu Tony Bennett)         | Edward Heyman Robert Sour Frank Eyton John Green                     | Phil Ramone Dae Bennett | 3:19    |  |
| 12. | „A Song for You”                          | Leon Russell                                                         | Remi                    | 4:29    |  |

## Legături externe
- Lioness: Hidden Treasures la Metacritic